# Odontoptila klagesi
Odontoptila klagesi är en fjärilsart som beskrevs av W. Warren 1901. Odontoptila klagesi ingår i släktet Odontoptila och familjen mätare. Inga underarter finns listade i Catalogue of Life.